# Vera Goloebeva
Vera Vladimirovna Goloebeva (Russisch: Вера Владимировна Голубева; geboortenaam: Шнюкова; Sjnjoekova) (Sverdlovsk, 19 juli 1979) is een voormalige Russisch basketbalspeelster die uitkwam voor het nationale team van Rusland. Ze is Meester in de sport van Rusland, Internationale Klasse.

## Carrière
Goloebeva speelde haar gehele prof carrière bij UMMC Jekaterinenburg. Met die club won Goloebeva twee keer het Landskampioenschap van Rusland in 2002 en 2003. In 2003 won Goloebeva de EuroLeague Women. Ze wonnen van USV Olympic uit Frankrijk met 82-80. In 2003 stopte ze met basketbal nadat bij haar een hernia van de tussenwervelschijf werd geconstateerd. Ze trouwde met basketballer Aleksandr Goloebev.
Met Rusland won Goloebeva zilver op het Wereldkampioenschap in 2002.

## Erelijst
- Landskampioen Rusland: 2
  - Winnaar: 2002, 2003
  - Tweede: 1997, 1999, 2000, 2001
  - Derde: 1996, 1998
- EuroLeague Women: 1
  - Winnaar: 2003
- Wereldkampioenschap:
  - Zilver: 2002